# 차이다무 분지

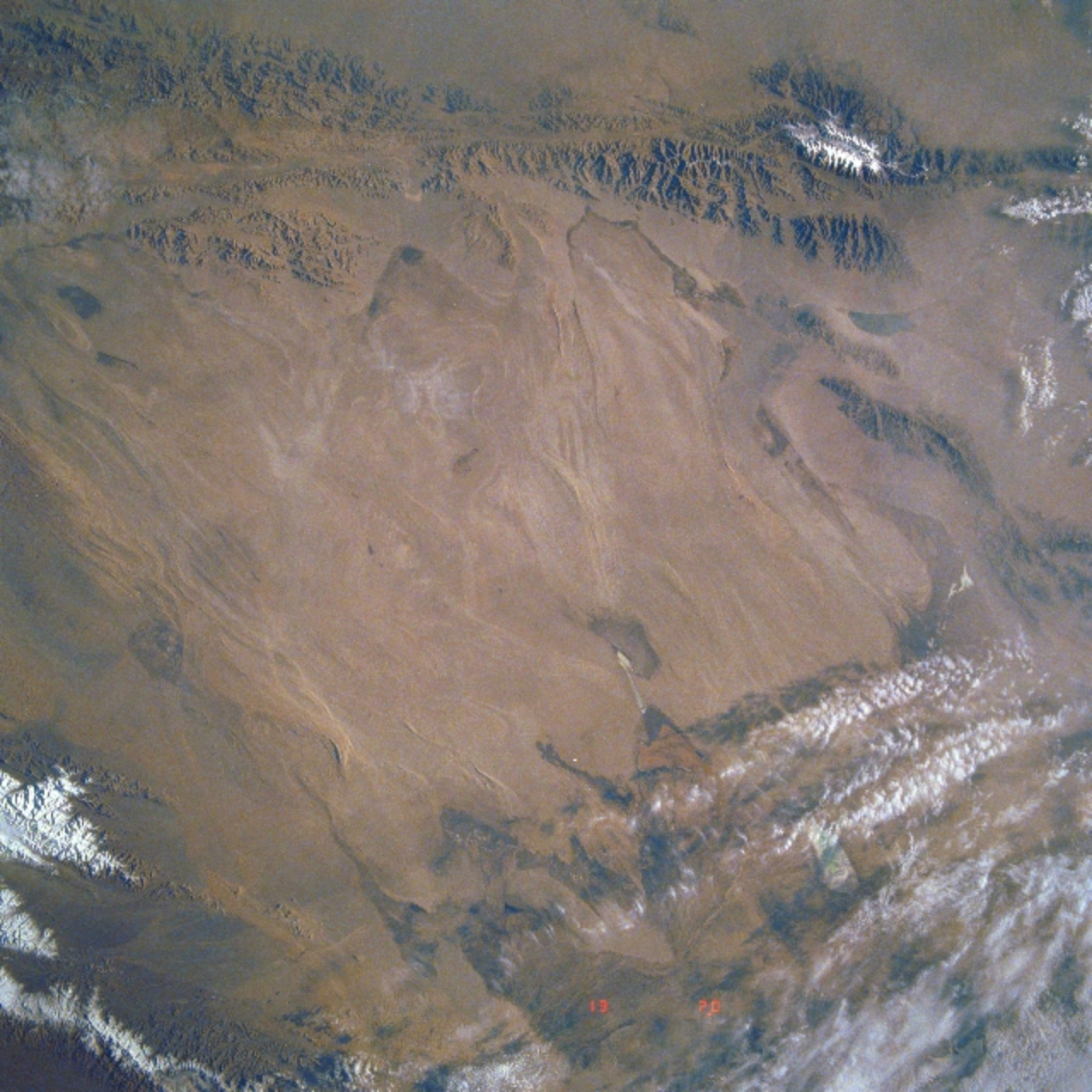
차이다무 분지

차이다무 분지(柴達木盆地)는 중국 칭하이성 서북부에 있는 분지이다. 알툰 산과 쿤룬 산 사이에 있으며 동서 방향으로는 800 킬로미터 남북 방향으로는 350 킬로미터에 걸쳐 뻗어 있으며 면적은 20만 제곱킬로미터이다. 서북방향에서 동남방향으로 완만히 경사져있다. 해발고도는 2600미터에서 3000미터에 이르며 중국에서 가장 높은곳에 위치한 분지이다. 차이다무 분지는 해발고도가 높고 구름양이 적으며 일조시간이 길다. 연중 건조하여 강우량이 적다. 담수호, 염호등이 있다.
차이다무 분지는 원래 하나의 거대한 호수 바닥이었다. 후에 티베트고원의 영향으로 강우량이 감소하면서 현재의 거대한 천연 염호 분지를 형성하였다.